# 日本クリニック
日本クリニック株式会社（にほんクリニック、英称：Japan Clinic Co.,Ltd.）は、京都府京都市北区に本社を置く、カキ肉エキスを主成分とする栄養補助食品の製造販売をおこなう企業である。

## 会社概要
亜鉛やタウリン、グリコーゲンなどを多量に含む牡蠣抽出成分（カキ肉エキス）の製造販売をおこなっている。まだ健康食品が世に定着する以前に創業されたパイオニア的側面を持つ一社としてもその名を知られる。カキ肉エキスに「栄養補助食品」を冠して発売したのも同社が初めてである。近年、先端的な抽出技術により高品質なカキ肉エキスの抽出に成功している。カキ肉エキスでは世界的に高いシェアを有している。
同社の工場は京都府宮津市に位置し、瀬戸内産のカキを使用し1984年からこの地で脈々と生産が続けられている。
現在はBS局や各種雑誌で取り上げられる記事等、その名を知られることも多い。

## スポンサー番組（全て過去）
- ワイドサタデー（朝日放送制作・西日本地域限定放送）
- 必殺シリーズ（朝日放送制作・テレビ朝日系全国ネット）
- スーパーモーニング (テレビ朝日系全国ネット)
- NNNニュースダッシュ (日本テレビ)